# Rodynske
Rodynske (em ucraniano:  Родинське, em russo:  Родинское) é uma cidade da Ucrânia, situada no Oblast de Donetsk. Tem 6,7 km² de área e sua população em 2025 foi estimada em 40 habitantes.